# Kirehe
Kirehe je oblast (Akarere) nacházející se na jihovýchodě Východní provincie ve Rwandě. 
Oblast na východě sousedí s Tanzanií a na jihovýchodě s Burundi, na západě sousedí s rwandskými oblastmi Ngoma a Kayonza. 
Kirehe má rozlohu 1225,4 km², počet obyvatel bývá udáván kolem 230 tisíc, oblast tak má hustotu zalidnění 187 obyvatel na km², což z ní činí jednu z nejřidčeji osídlených oblastí Rwandy.

## Geografie

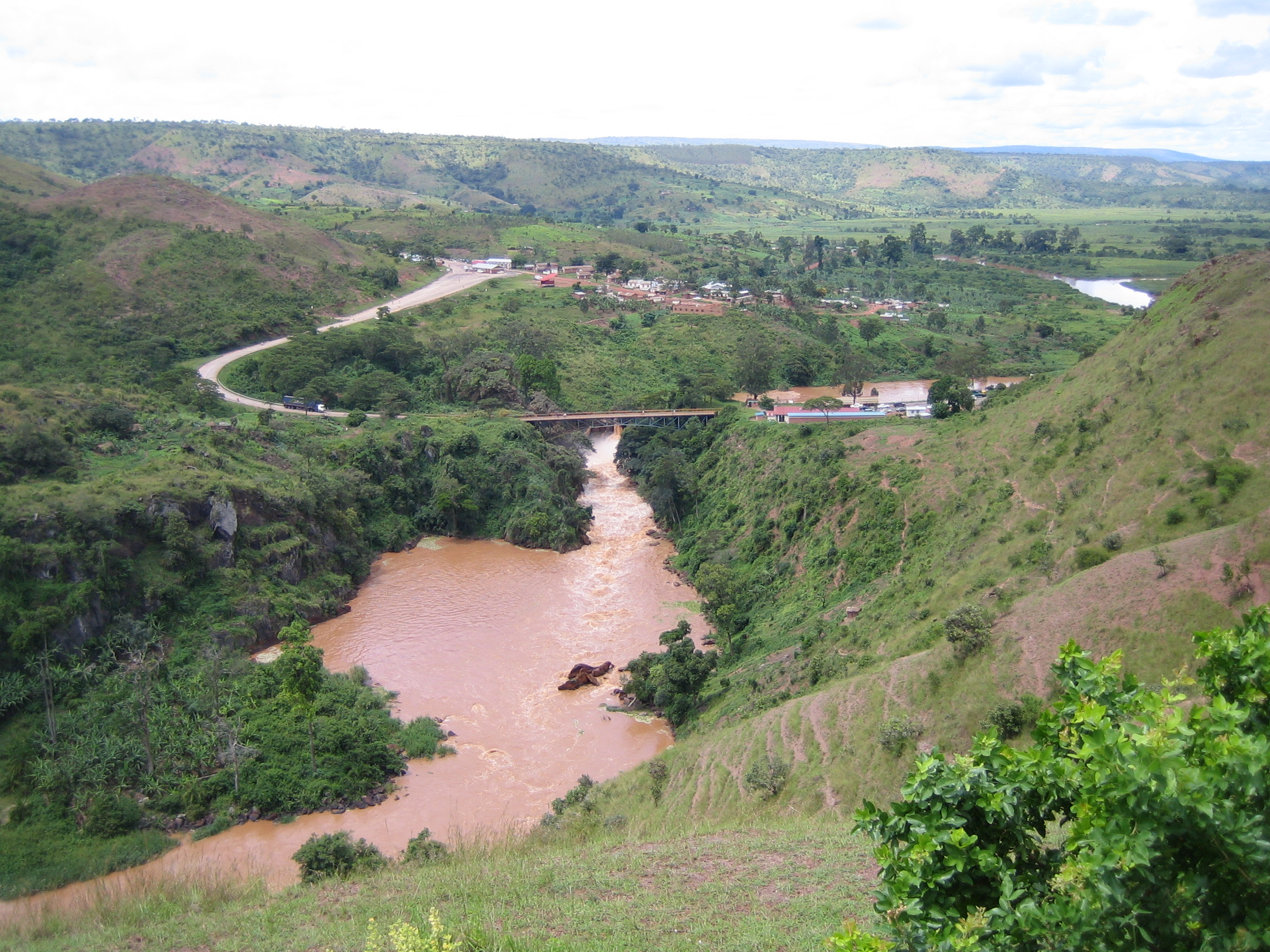
Hranice Tanzanie a Rwandy, řeka Akagera

Oblast Kirehe je poměrně vysoko položená - průměrná nadmořská výška je zhruba 1500 metrů, díky čemuž je výrazně chladnější než zbytek Rwandy. 
Hlavním vodním tokem okresu je řeka Akagera, která obklopuje jihovýchodní část okresu a pokračuje do Viktoriina jezera. Druhým nejvýznamnějším tokem oblasti je řeka Kagogo. Většina oblasti má savanovitý ráz s relativně hustým porostem, převážně akáciemi.

## Obyvatelstvo
Převážná část obyvatel pracuje v zemědělství a žije vesnickým způsobem života. Hlavní město oblasti je Nyakarambi, ačkoli často bývá uváděno Rusumo, které má osmnáct tisíc obyvatel a je tak největším městem této oblasti. 
Po roce 1996 bylo ve Rwandě zahájeno několik vzdělávacích projektů, díky nimž se podařilo snížit negramotnost pod deset procent, přesto je v současné době poměr učitelů na žáka na úrovni 110:1. 
Velkým problémem této oblasti je nedostatek pitné vody - průměrná vzdálenost bydliště od vody je zhruba osm set metrů, což napomáhá šíření průjmových infekční onemocnění. Přestože je tato oblast položena poměrně vysoko, je zde rozšířená malárie. Ačkoli existují plány na vybudování vodovodu, není v současné době zaveden ani do všech nemocnic a škol. V současné době se zde střední délka života pohybuje kolem 45 let.

## Ekonomika
Ekonomika celé oblasti je založena na zemědělství, které je ovlivněno množstvím srážek, protože prakticky neexistuje zavlažování. Vzhledem ke 
skutečnosti, že se zde během roku střídají čtyři roční období, je možno dosahovat dvojí sklizně. Zemědělská produkce slouží především k obživě místního obyvatelstva. Největší podíl zemědělské produkce připadá na banány, podle posledních údajů z roku 2005 se jedná o zhruba 65 procent. Další významnou plodinou jsou fazole, čirok a kasava. Méně významnými plodinami jsou pak brambory, rýže a kukuřice. Pro export se pěstuje především káva, která má díky tradičnímu způsobu sklizně nižší kvalitu, což vede k její nízké výkupní ceně. 
Průmysl v této oblasti prakticky neexistuje. Díky velmi malé kupní síle obyvatel je zanedbatelný i dovoz moderních přístrojů a průmysl této oblasti tak tvoří pouze místní řemeslníci. 
Oblast prakticky není elektrifikovaná, elektřina je pouze ve větších městech a to jen pro účely větších obchodních center. V celé oblasti není žádná elektrárna. Ostatní energie je získávána palivovým dřevem.
Velkým problémem rozvoje regionu je prakticky nulová údržba silnic a mostů, které vzájemně propojují jednotlivá města.
S těmito problémy souvisí i skutečnost, že zde neexistuje žádný turistický ruch, který by do regionu mohl přinést[co?].

## Správní rozdělení
Oblast Kirehe je dále rozdělena na dvanáct menších jednotek zvaných imirenge, které se dále dělí na šedesát menších správních celků.
- Gahara
- Gatore
- Kigarama
- Kigina
- Kirehe
- Mahama
- Mpanga
- Musaza
- Mushikiri
- Nasho
- Nyamugari
- Nyarubuye